# Boxeo en los Juegos Olímpicos de Londres 2012 – Peso mediano femenino
La competición de peso mediano (mujeres) - 75 Kg de los Juegos Olímpicos de Londres 2012 se llevó a cabo del 5 al 9 de agosto, en el  ExCeL Exhibition Centre.
Por primera vez en los Juegos Olímpicos, los 10 eventos de boxeo masculino se ven acompañados por 3 eventos de boxeo femenino en peso mosca, ligero y mediano.

## Formato de competición
Se disputarán cuatro asaltos en total, de dos minutos cada uno y un minuto de descanso entre asaltos; la participante recibirá puntos por llegar a conectar golpes de forma clara en la cabeza o parte superior del cuerpo de la oponente. En caso de que una boxeadora caiga a la lona y no pueda levantarse durante la cuenta de protección de 10 segundos, la pelea termina y se declara ganadora a la oponente; los combates también pueden acabar por rendición o descalificación de la oponente, y si el réferi observa que una competidora no puede continuar tiene la capacidad de detener la pelea y declarar a la oponente como ganadora. Al igual que todos los eventos de boxeo Olímpico, la competición es un torneo eliminatorio; en donde participarán 12 competidoras en total, de las cuales, 4 clasificarán si participar en la ronda preliminar. Las que pierdan en las semifinales, obtendrán ambas medalla de bronce; o lo que es lo mismo, no habrá pelea por el tercer lugar. Quien obtenga la mayor puntuación será declarada vencedora.

## Medallero
| Oro    | Claressa Shields (USA)  |
| Plata  | Nadezda Torlopova (RUS) |
| Bronce | Jinzi Li (CHN)          |
| Bronce | Marina Volnova (KAZ)    |

## Calendario
El horario está en British Summer Time (UTC+1)
| Fecha                         | Hora  | Ronda            |
| ----------------------------- | ----- | ---------------- |
| Domingo 5 de agosto de 2012   | 15:30 | Preliminar       |
| Lunes 6 de agosto de 2012     | 15:30 | Cuartos de final |
| Miércoles 8 de agosto de 2012 | 14:30 | Semifinales      |
| Jueves 9 de agosto de 2012    | 17:15 | Final            |

## Resultados
|  | Preliminar | Preliminar                    | Preliminar              |                         |                    | Cuartos de final   | Cuartos de final | Cuartos de final |  |                      | Semifinales          | Semifinales            | Semifinales            |    |  | Finales | Finales | Finales |  |
|  |            |                               |                         |                         |                    |                    |                  |                  |  |                      |                      |                        |                        |    |  |         |         |         |  |
|  |            |                               |                         |                         |                    |                    |                  |                  |  |                      |                      |                        |                        |    |  |         |         |         |  |
|  |            |                               |                         |                         |                    |                    |                  |                  |  |                      |                      |                        |                        |    |  |         |         |         |  |
|  |            |                               |                         |                         |                    |                    |                  |                  |  |                      |                      |                        |                        |    |  |         |         |         |  |
|  |            |                               |                         |                         |                    |                    |                  |                  |  |                      |                      |                        |                        |    |  |         |         |         |  |
|  |            | Savannah Marshall (GBR)       | Savannah Marshall (GBR) | 12                      |                    |                    |                  |                  |  |                      |                      |                        |                        |    |  |         |         |         |  |
|  |            |                               |                         | 12                      |                    |                    |                  |                  |  |                      |                      |                        |                        |    |  |         |         |         |  |
|  |            |                               | Marina Volnova (KAZ)    | Marina Volnova (KAZ)    | 16                 |                    |                  |                  |  |                      |                      |                        |                        |    |  |         |         |         |  |
|  | 9          | Marina Volnova (KAZ)          | Marina Volnova (KAZ)    | Marina Volnova (KAZ)    | 16                 | 20                 |                  |                  |  |                      |                      |                        |                        |    |  |         |         |         |  |
|  | 9          | Marina Volnova (KAZ)          |                         |                         |                    |                    |                  |                  |  |                      |                      |                        |                        |    |  |         |         |         |  |
|  | 8          | Elizabeth Andiego (KEN)       | 11                      |                         |                    |                    |                  |                  |  |                      |                      |                        |                        |    |  |         |         |         |  |
|  | 8          | Elizabeth Andiego (KEN)       | 11                      |                         |                    |                    |                  |                  |  | Marina Volnova (KAZ) | Marina Volnova (KAZ) | 15                     |                        |    |  |         |         |         |  |
|  |            |                               |                         |                         |                    |                    |                  |                  |  | Marina Volnova (KAZ) | Marina Volnova (KAZ) | 15                     |                        |    |  |         |         |         |  |
|  |            |                               | Claressa Shields (USA)  | Claressa Shields (USA)  | 29                 |                    |                  |                  |  |                      |                      |                        |                        |    |  |         |         |         |  |
|  | 5          | Anna Laurell (SWE)            | Claressa Shields (USA)  | Claressa Shields (USA)  | 29                 | 24                 |                  |                  |  |                      |                      |                        |                        |    |  |         |         |         |  |
|  | 5          | Anna Laurell (SWE)            |                         |                         |                    |                    |                  |                  |  |                      |                      |                        |                        |    |  |         |         |         |  |
|  | 12         | Naomi Fischer-Rasmussen (AUS) | 17                      |                         |                    |                    |                  |                  |  |                      |                      |                        |                        |    |  |         |         |         |  |
|  | 12         | Naomi Fischer-Rasmussen (AUS) | 17                      |                         | Anna Laurell (SWE) | Anna Laurell (SWE) | 14               |                  |  |                      |                      |                        |                        |    |  |         |         |         |  |
|  |            |                               |                         |                         | Anna Laurell (SWE) | Anna Laurell (SWE) | 14               |                  |  |                      |                      |                        |                        |    |  |         |         |         |  |
|  |            |                               | Claressa Shields (USA)  | Claressa Shields (USA)  | 18                 |                    |                  |                  |  |                      |                      |                        |                        |    |  |         |         |         |  |
|  |            |                               | Claressa Shields (USA)  | Claressa Shields (USA)  | 18                 |                    |                  |                  |  |                      |                      |                        |                        |    |  |         |         |         |  |
|  |            |                               |                         |                         |                    |                    |                  |                  |  |                      |                      |                        |                        |    |  |         |         |         |  |
|  |            |                               |                         |                         |                    |                    |                  |                  |  |                      |                      |                        |                        |    |  |         |         |         |  |
|  |            |                               |                         |                         |                    |                    |                  |                  |  |                      |                      | Claressa Shields (USA) | Claressa Shields (USA) | 19 |  |         |         |         |  |
|  |            |                               |                         |                         |                    |                    |                  |                  |  |                      |                      |                        |                        | 19 |  |         |         |         |  |
|  |            |                               | Nadezda Torlopova (RUS) | Nadezda Torlopova (RUS) | 12                 |                    |                  |                  |  |                      |                      |                        |                        |    |  |         |         |         |  |
|  |            |                               | Nadezda Torlopova (RUS) | Nadezda Torlopova (RUS) | 12                 |                    |                  |                  |  |                      |                      |                        |                        |    |  |         |         |         |  |
|  |            |                               |                         |                         |                    |                    |                  |                  |  |                      |                      |                        |                        |    |  |         |         |         |  |
|  |            |                               |                         |                         |                    |                    |                  |                  |  |                      |                      |                        |                        |    |  |         |         |         |  |
|  |            | Mary Spencer (CAN)            | Mary Spencer (CAN)      | 14                      |                    |                    |                  |                  |  |                      |                      |                        |                        |    |  |         |         |         |  |
|  |            |                               |                         | 14                      |                    |                    |                  |                  |  |                      |                      |                        |                        |    |  |         |         |         |  |
|  |            |                               | Jinzi Li (CHN)          | Jinzi Li (CHN)          | 17                 |                    |                  |                  |  |                      |                      |                        |                        |    |  |         |         |         |  |
|  | 11         | Roseli Feitosa (BRA)          | Jinzi Li (CHN)          | Jinzi Li (CHN)          | 17                 | 14                 |                  |                  |  |                      |                      |                        |                        |    |  |         |         |         |  |
|  | 11         | Roseli Feitosa (BRA)          |                         |                         |                    |                    |                  |                  |  |                      |                      |                        |                        |    |  |         |         |         |  |
|  | 6          | Jinzi Li (CHN)                | 19                      |                         |                    |                    |                  |                  |  |                      |                      |                        |                        |    |  |         |         |         |  |
|  | 6          | Jinzi Li (CHN)                | 19                      |                         |                    |                    |                  |                  |  | Jinzi Li (CHN)       | Jinzi Li (CHN)       | 10                     |                        |    |  |         |         |         |  |
|  |            |                               |                         |                         |                    |                    |                  |                  |  | Jinzi Li (CHN)       | Jinzi Li (CHN)       | 10                     |                        |    |  |         |         |         |  |
|  |            |                               | Nadezda Torlopova (RUS) | Nadezda Torlopova (RUS) | 12                 |                    |                  |                  |  |                      |                      |                        |                        |    |  |         |         |         |  |
|  | 7          | Elena Vystropova (AZE)        | Nadezda Torlopova (RUS) | Nadezda Torlopova (RUS) | 12                 | 12                 |                  |                  |  |                      |                      |                        |                        |    |  |         |         |         |  |
|  | 7          | Elena Vystropova (AZE)        |                         |                         |                    |                    |                  |                  |  |                      |                      |                        |                        |    |  |         |         |         |  |
|  | 10         | Edith Ogoke (NGR)             | 14                      |                         |                    |                    |                  |                  |  |                      |                      |                        |                        |    |  |         |         |         |  |
|  | 10         | Edith Ogoke (NGR)             | 14                      |                         | Edith Ogoke (NGR)  | Edith Ogoke (NGR)  | 8                |                  |  |                      |                      |                        |                        |    |  |         |         |         |  |
|  |            |                               |                         |                         | Edith Ogoke (NGR)  | Edith Ogoke (NGR)  | 8                |                  |  |                      |                      |                        |                        |    |  |         |         |         |  |
|  |            |                               | Nadezda Torlopova (RUS) | Nadezda Torlopova (RUS) | 18                 |                    |                  |                  |  |                      |                      |                        |                        |    |  |         |         |         |  |
|  |            |                               | Nadezda Torlopova (RUS) | Nadezda Torlopova (RUS) | 18                 |                    |                  |                  |  |                      |                      |                        |                        |    |  |         |         |         |  |
|  |            |                               |                         |                         |                    |                    |                  |                  |  |                      |                      |                        |                        |    |  |         |         |         |  |
|  |            |                               |                         |                         |                    |                    |                  |                  |  |                      |                      |                        |                        |    |  |         |         |         |  |
|  |            |                               |                         |                         |                    |                    |                  |                  |  |                      |                      |                        |                        |    |  |         |         |         |  |
|  |            |                               |                         |                         |                    |                    |                  |                  |  |                      |                      |                        |                        |    |  |         |         |         |  |